# Bactérie intracellulaire
Les bactéries intracellulaires sont des bactéries capables de pénétrer et de survivre dans les cellules d'un organisme hôte. Ces bactéries comprennent de nombreux agents pathogènes vivant dans le cytoplasme ou dans le noyau des cellules hôtes, par exemple Mycobacterium tuberculosis (l'agent de la tuberculose).
On distingue les bactéries intracellulaires facultatives, qui peuvent aussi se développer en milieu extracellulaire, et les bactéries intracellulaires obligatoires (ou strictes), qui ne peuvent se développer qu'en milieu intracellulaire.